# Suraya Qadjar
Suraya Qadjar, en azéri : Sürəyya Sədrəddin qızı Qacar, née le 18 avril 1910 à Choucha en Russie et morte le 27 juillet 1992, est une chanteuse soviétique azerbaïdjanaise (mezzo-soprano).

## Biographie
Elle est née dans la famille du capitaine Prince Sadraddin-Mirza Qadjar, qui occupait la position du médiateur mondial du district de Djevanshir, le petit-fils de l'ancien général – gouverneur d'Azerbaïdjan, Bahman Mirza Qadjar.

## Activités
En 1927, elle est diplômée du Collège pédagogique de Bakou. De 1927 à 1939, elle est soliste du Théâtre national d'opéra et de ballet d'Azerbaïdjan. À partir de 1940, elle est soliste de la Société philharmonique d'État d'Azerbaïdjan (avec des interruptions) et dès 1968, elle est professeur-consultante de chant. De 1946 à 1957, elle est soliste de la Société philharmonique d'État d'Arménie.
La place principale dans l'œuvre de S. Qadjar était occupée par des chansons folkloriques azerbaïdjanaises, des mugams, ainsi que des chansons des peuples de l'URSS et des compositeurs soviétiques.

## Rôles d’opéra
- Leyli : Leyli et Madjnun d'Uzeyir Hadjibeyov
- Asli : Asli et Kerem d'Uzeyir Hadjibeyov
- Gulnaz : Pas celle-ci, donc celle-làpar Uzeyir Hadjibeyov
- Asya : Arshin Mal Alan d'Uzeyir Hadjibeyov
- Shahsenem : Achoug-Garib de Zulfugar Hadjibeyov[3]

## Décorations et titres
- Ordre de l'Insigne d’Honneur (1959)
- Artiste du peuple d'Azerbaïdjan (30 octobre 1954)
- Artiste du peuple de la RSS d'Arménie